# Michaił Wsiewołożski
Michaił Nikołajewicz Wsiewołożski (ros. Михаи́л Никола́евич Все́воложский, ur. 25 paź.?/7 listopada 1917 w Wasyliwce, zm. 26 marca 2000 w Moskwie) – radziecki polityk, członek KC KPZR (1976–1986), Bohater Pracy Socjalistycznej (1974).

## Życiorys
W latach 1936–1937 i 1941–1943 technolog w fabrykach w Woroneżu, Rybińsku i Ufie, 1937–1941 studiował w Rybińskim Instytucie Lotniczym (nie ukończył), od 1943 działacz Komsomołu. Od 1944 w WKP(b), w latach 1944–1945 sekretarz komitetu Komsomołu w fabryce w Zaporożu, 1945–1946 II sekretarz, a 1946–1949 I sekretarz Komitetu Miejskiego Komsomołu w Zaporożu. W 1953 ukończył Szkołę Partyjną przy KC KPU, w latach 1953–1963 sekretarz rejonowego komitetu KPU w Zaporożu, kierownik wydziału organów partyjnych Zaporoskiego Komitetu Obwodowego KPU. Od stycznia 1963 do 24 marca 1966 II sekretarz Zaporoskiego Przemysłowego Komitetu Obwodowego/Zaporoskiego Komitetu Obwodowego KPU, od 24 marca 1966 do 18 listopada 1985 I sekretarz Zaporoskiego Komitetu Obwodowego KPU. Od 28 marca 1966 zastępca członka, a od 29 listopada 1967 do 6 lutego 1986 członek KC KPU, od 8 kwietnia 1966 do 24 lutego 1976 zastępca członka, a od 5 marca 1976 do 25 lutego 1986 członek KC KPZR, od 1985 na emeryturze.
Deputowany do Rady Najwyższej ZSRR od 7 do 11 kadencji.

## Odznaczenia i nagrody
- Medal Sierp i Młot Bohatera Pracy Socjalistycznej (30 grudnia 1974)
- Order Lenina (czterokrotnie – 1971, 1973, 1974 i 1977)
- Order Czerwonego Sztandaru Pracy (trzykrotnie)
- Nagroda Państwowa ZSRR
- Order „Znak Honoru”

I medale.